# Yoola
Yoola là một công ty giải trí Hoa Kỳ và mạng lưới toàn cầu cung cấp các công cụ, dịch vụ và tư vấn sáng tạo cho người dùng YouTube.
Yoola cũng cung cấp các dịch vụ quản lý và tối ưu hóa kênh cho các nhãn hiệu và công ty truyền thông để phát triển sự hiện diện của họ trên YouTube. Yoola hiện tại đang là mạng lưới của Spin Master, PAW Patrol, Mattel’s Barbie., Spin Master, Roku, Westbrook, và nhiều nữa.

## Câu chuyện
Công ty được thành lập vào năm 2011. Những người sáng lập nó là Artyom Geller, Mikhail Shaposhnikov, Alexander Shaposhnikov và Ilan Troyanovsky, người Israel gốc Nga. Ban đầu, họ làm việc với nội dung thời trang, sau đó, họ tạo ra mạng đa kênh của riêng mình trên YouTube.
Giám đốc điều hành được thành lập - Eyal Baumel , cựu đồng sáng lập của nền tảng tham gia dựa trên biểu quyết Bites.
Năm 2018, Anna Gradil, một cựu nhân viên đa kênh của YouTube, đã gia nhập công ty với tư cách COO.

## Sản phẩm và dịch vụ
Yoola cung cấp nhiều công cụ và dịch vụ khác nhau để giúp người tạo nội dung cải thiện và tối ưu hóa việc phát triển và quản lý kênh của họ, bao gồm quản lý bản quyền, chiến lược nội dung, phát triển định dạng, tư vấn với các chuyên gia, phân tích dữ liệu và đo điểm chuẩn, tối ưu hóa thuật toán, giải pháp thanh toán động, giải pháp quảng cáo trực tiếp, và nhiều hơn nữa.
Yoola cũng cung cấp thư viện âm nhạc Epidemic Sound cho các đối tác của họ và chương trình phiên bản chuyên nghiệp VidIQ để giúp người sáng tạo tối ưu hóa video của họ.
Theo thời gian, Yoola đã phát triển các dịch vụ mới để giúp người sáng tạo mở rộng nội dung và thương hiệu của họ ra bên ngoài YouTube, tập trung vào phân phối nội dung đa nền tảng, cấp phép, cộng tác và quản lý tài năng.
Một trong những nghiên cứu điển hình thành công nhất của Yoola là Like Nastya, một trong những người sáng tạo YouTube lớn nhất thế giới với hơn 250 triệu người đăng ký trên mạng lưới kênh của cô ấy. Nastya và gia đình của cô ấy đã tham gia mạng lưới Yoola vào năm 2016 và sau khi làm việc cùng nhau trong vài năm, Yoola đã ký hợp đồng với gia đình Nastya về quan hệ đối tác phát triển nhượng quyền thương mại và tài năng toàn diện.
Là một phần của quan hệ đối tác, Yoola đã đảm bảo Nastya bằng thỏa thuận cấp phép toàn cầu với IMG, dẫn đến hơn 30 sản phẩm được bán trên toàn quốc và trực tuyến tại các nhà bán lẻ như Target, Walmart và Amazon. Yoola đã dẫn đầu một số quan hệ đối tác nội dung chiến lược với Will và Jada Pinkett Smith’s Westbrook Studios để phát triển một loạt các dự án hoạt hình, với Roku và với các thương hiệu trẻ em hàng đầu như SpinMaster's Paw Patrol và Mattel’s Barbie.
Kể từ khi tham gia Yoola, Nastya đã lọt vào danh sách Những ngôi sao YouTube được trả tiền cao nhất của Forbes trong ba năm liên tiếp, tạo ra doanh thu hàng năm là 18 triệu đô la vào năm 2019, 18,5 triệu đô la vào năm 2020 và 28 triệu đô la vào năm 2021.
Công ty đã đồng sáng lập một liên doanh với diễn viên, đạo diễn, nhà từ thiện và doanh nhân từng đoạt giải thưởng Ian Somerhalder, một loại nước giải khát năng lượng tự nhiên sáng tạo.